# ゲーテの盾 (フランクフルト・アム・マイン市)
ゲーテの盾 (フランクフルト・アム・マイン市) (Die Goetheplakette der Stadt Frankfurt am Main) は、ドイツの文化賞である。プラケットには銘板の意味があり、「ゲーテの盾」は四角い形の中央にフランクフルト旧市街にあるゲーテの生家を模った建物が描かれ、周囲には「文化分野における貢献に対して／フランクフルト・アム・マイン市（Für Verdienste auf kulturellem Gebiet / Die Stadt Frankfurt am Main」）と刻まれている。「ゲーテ・メダル」とも呼ばれるが、ドイツで「ゲーテ・メダル」と呼ばれる各種メダルとは異なる。また同市の「ゲーテ賞」や、ヘッセン州科学芸術省の「ゲーテの盾」（Goethe-Plakette des Landes Hessen）とも異なる。

## 歴史
フランクフルト・アム・マイン市の「ゲーテの盾」は、1932年に初めて贈呈された。元々はドイツを代表する文豪ヨハン・ヴォルフガング・フォン・ゲーテ没後100年目に当たる1932年に開催された会議やイベントの実施に際し、優れた功績を挙げた人に記念に贈られたものだった。盾は彫刻家ハロルド・ヴィンターの作品である。最初の受贈者は、トーマス・マン、アルベルト・シュヴァイツァー、そしてユリウス・ピーターセンであった。翌年には「芸術分野での貢献者、特にフランクフルト市立劇場とレーマー広場演劇祭への貢献と、ゲーテに関するイベントへの積極的支援」者に盾が贈られた。
1947年にフランクフルト・アム・マイン市の市当局によって新たな賞に生まれ変わった。「ゲーテの盾」は「詩人、作家、芸術家、科学者、その他の文化人で、その創作活動を通じてゲーテを記念するにふさわしい人物」に贈られるようになった。盾はレーマーと呼ばれるフランクフルト市庁舎の皇帝の間で授与される。

## 受賞者

### 1945まで (抜粋)
- 1932年: トーマス・マン、アルベルト・シュヴァイツァー、ユリウス・ピーターセン（英語版）
- 1934年: ウィリアム・バトラー・イェイツ[6]
- 1937年: ゲオルク・コルベ[7]
- 1940年: ハンス・プフィッツナー
- 1944年: オットー・ハーン

### 1947年以降（抜粋）
- 1949年: アンドレ・ジッド、ホセ・オルテガ・イ・ガセット、フリードリヒ・マイネッケ、ヴィクター・ゴランツ、カール・ヤーコプ・ブルクハルト
- 1951年: エルンスト・ローベルト・クルツィウス
- 1952年: ジョン・J・マクロイ
- 1953年: マックス・ホルクハイマー
- 1955年: パウル・ヒンデミット
- 1956年: パウル・ティリッヒ
- 1957年: ヘルムート・ヴァルヒャ
- 1958年: マルティン・ブーバー、ヘルムート・コーイング
- 1959年: ソーントン・ワイルダー、ヘルマン・ノール、サー・サルヴパッリー・ラーダークリシュナン、川端康成
- 1960年: フランツ・ベーム
- 1963年: テオドール・アドルノ
- 1965年: カール・オルフ
- 1973年: クルト・ヘッセンベルク
- 1979年: クリストフ・フォン・ドホナーニ、エーリヒ・フロム (1981年没後授与)
- 1981年: サー・ゲオルク・ショルティ
- 1984年: マルツェル・ライヒ＝ラニツキ
- 1987年: ヨアヒム・フェスト
- 1991年: アルベルト・マンゲルスドルフ
- 1996年: クリスティアーネ・ニュスライン＝フォルハルト
- 2006年: エリアフ・インバル
- 2014年: ヴィルヘルム・ゲナツィーノ
- 2021年: ハンス・ジマー

## 日本人受賞者
1959年5月に作家で日本ペンクラブ会長の川端康成が、フランクフルト市から「ゲーテ・メダル（ゲーテの盾）」を贈られる連絡を受けた。川端は、国際ペンクラブ副会長も務めているのでそれが評価されたのだろう、と述べている。授賞式は同年7月にフランクフルトで開催の国際ペン大会に合わせて7月24日に行われ、川端も他の受賞者と共に出席した。フランクフルト発24日ロイターを元にした25日毎日新聞の記事は、川端康成氏ら5人が24日、「西独フランクフルトから世界の文化活動に特別の貢献があったとしてゲーテ賞を授与された」と報じている。